# 水南花果山革命纪念碑
水南花果山革命纪念碑，位于中国广东省肇庆市高要市水南镇花果山，始建于1964年。1989年11月30日，被列入高要市文物保护单位。